# Identidad y Democracia
Identidad y Democracia (ID) fue un grupo político del Parlamento Europeo de derecha o de extrema derecha creado el 13 de junio de 2019 para la novena legislatura de la cámara por los diputados del Partido Identidad y Democracia.
Era el sucesor de Europa de las Naciones y de las Libertades

## Historia
A principios de abril de 2019, mes y medio antes de que se celebraran las elecciones europeas de 2019, Matteo Salvini, líder de la Liga, organizó en Milán una conferencia a la que invitó a los partidos europeos de extrema derecha para formar una coalición de todos ellos denominada Alianza Europea de Pueblos y Naciones (previamente Salvini había intentado que acudieran a la reunión Viktor Orbán, líder del Fidesz, y Jaroslaw Kaczynski, del PiS, pero no logró convencerlos en las entrevistas que mantuvo con ellos en Budapest y en Varsovia, respectivamente). En el acto junto a Salvini intervinieron los dirigentes del Partido Popular Danés, el Partido de los Finlandeses y Alternativa para Alemania. El 18 de mayo, a solo una semana de las elecciones, Salvini montó otro encuentro también en Milán donde el líder de la Liga clamó contra la Europa de «los burócratas, los banqueros, los buenistas y las pateras». En esta ocasión también participaron Marine Le Pen, líder de la Agrupación Nacional francesa, y Geert Wilders, líder del Partido por la Libertad de los Países Bajos. Tras las elecciones la Alianza pasó a denominarse Identidad y Democracia.
El 12 de junio de 2019 se anunció que Identidad y Democracia sería el sucesor del grupo Europa de las Naciones y de las Libertades (ENF) y que incluiría a la Liga de Italia, la Agrupación Nacional de Francia y Alternativa para Alemania como partidos miembros, entre otros. El eurodiputado de la Liga, Marco Zanni, fue anunciado como presidente del nuevo grupo. Al día siguiente, 13 de junio, el grupo fue presentado en Bruselas por la líder de la Agrupación Nacional, Marine Le Pen, estando compuesto por 75 eurodiputados.
Según el historiador italiano Steven Forti, el intento de Salvini de unificar a la ultraderecha europea se ha saldado con un «medio fracaso» pues ni los eurodiputados del PiS ni los del Fidesz se han integrado en el grupo de Identidad y Democracia, ni tampoco los de otros partidos de extrema derecha —como el español Vox, el italiano Hermanos de Italia, el sueco Demócratas de Suecia, el griego Solución Griega, el belga Nueva Alianza Flamenca o el Forum por la Democracia neerlandés —, que han preferido unirse al Grupo de Conservadores y Reformistas Europeos (ECR) que encabeza el PiS. Sin embargo, la salida de Fidesz del grupo del Partido Popular Europeo (PPE) en marzo de 2021 le ha permitido a Salvini relanzar su propuesta, que de tener éxito convertiría a la ultraderecha en el segundo grupo del Parlamento Europeo, por detrás del PPE. «Lo que pasa es que la extrema derecha está muy dividida en Europa y, más allá de unos mínimos comunes denominadores, las divergencias a veces aparecen insalvables», apunta Forti.
La politóloga española Beatriz Acha coincide con Forti en su valoración del fracaso parcial del proyecto de que ID incluyera a toda la ultraderecha europea y de la razón principal del mismo («la dificultad histórica de la ultraderecha para establecer alianzas internacionales con fuerzas afines»), aunque añade una segunda razón: «los recelos de estos partidos ante Europa: la pérdida de soberanía implícita en el proceso de construcción europea choca frontalmente con su defensa de la identidad/soberanía nacional».

### ¿Proceso hacia la unificación con el Grupo de Conservadores y Reformistas Europeos?
En julio de 2021, los partidos integrantes de ID, ECR y el Fidesz firmaron una declaración conjunta en la que afirmaban su «compromiso en defensa de una Europa respetuosa con la soberanía, la libertad y las tradiciones de los Estados miembros». La declaración serviría como «base para un trabajo común cultural y político, respetando el papel de los actuales grupos políticos». La primera cumbre de «las fuerzas patrióticas y conservadoras de Europa» tuvo lugar a principios de diciembre de 2021 en Varsovia bajo los auspicios del PiS, partido de ultraderecha gobernante en Polonia. Allí acordaron «la alineación de nuestros votos en temas comunes relativos a la protección de la soberanía de los Estados miembros».
La siguiente cumbre tuvo lugar el 29 de enero de 2022 en Madrid y en la misma, como había sucedido en Varsovia, tampoco se llegó a alcanzar un acuerdo para crear un único grupo en el Parlamento Europeo, pero en el comunicado final se dio un paso adelante al afirmar el propósito de «crear una oficina de coordinación como una forma de una cooperación más fuerte entre las formaciones políticas presentes..., con el objetivo de aunar fuerzas y voto en el Parlamento Europeo». El primer ministro polaco Mateusz Morawiecki (del PiS) declaró: «Uno de los asuntos [que hemos tratado] fue acercarnos a un grupo más fuerte dentro del Parlamento Europeo, pero ahora lo importante es trabajar en los valores y el resto de movimientos ya vendrán después».
En la cumbre de Madrid el posible acuerdo entre los partidos de la ultraderecha europea se vio dificultado por las diferentes posturas sobre la crisis ruso-ucraniana de 2021-2022, aunque al final el atlantista primer ministro polaco Morawiecki logró arrancar un acuerdo de mínimos que decía: «Las acciones militares de Rusia en la frontera oriental de Europa nos han conducido al borde de una guerra». Por su parte el prorruso primer ministro de Hungría Viktor Orbán (de Fidesz) se limitó a declarar a la prensa que pedía «desescalada y negociación» pero sin señalar a Rusia como responsable del aumento de la tensión internacional (se trata de «una cuestión militar muy complicada que nadie conoce exactamente», dijo), como sí había hecho Morawiecki («Tenemos un acuerdo en este asunto. Rusia está amenazando a Ucrania y por eso estamos discutiendo este asunto profundamente. Somos conscientes de los riesgos. La integridad de Ucrania debe ser respetada», dijo). En lo que sí estuvieron totalmente de acuerdo los partidos presentes fue en criticar a la Unión Europea por la «ineficacia» de su diplomacia, además de acusarla de querer convertirse en un «megaestado ideologizado», que «desprecia la identidad y la soberanía nacional», se aleja «de los ideales europeos cristianos sobre los que se fundó» y pone en riesgo «la supervivencia de la propia civilización occidental». En su lugar proponían que «cada nación debería tener una voz fuerte y solidaria para preservar la paz, la integridad territorial y la inviolabilidad de las fronteras de las naciones europeas» y «la primacía de las constituciones nacionales sobre el derecho de la Unión Europea». Además denunciaron «los ataques motivados políticamente desde Bruselas contra Polonia y Hungría, los cuales demuestran un total desprecio a los principios básicos de la UE y violan el espíritu de los Tratados».
El anfitrión de la cumbre de Madrid, el líder de Vox Santiago Abascal (que evitó pronunciarse sobre la crisis ruso-ucraniana), declaró que «todos los políticos que nos reunimos en Madrid tenemos grandes coincidencias en el diagnóstico de los desafíos de Europa y voluntad de colaboración para construir una Unión Europea fuerte de naciones soberanas que colaboren libremente». Además Abascal hizo un llamamiento a «aprovechar la oportunidad» para «desenmascarar» el «pacto» «entre la extrema izquierda y la élite globalista». En la reunión de Madrid participaron además de Orbán y Morawiecki, Marine Le Pen (Francia), Marlene Svazek (Austria), Tom Van Grieken (Bélgica), Krasimir Karakachanov (Bulgaria), Martin Helme (Estonia), Valdemar Tomasevski (Lituania), Rob Roos (Países Bajos) o Aurelian Pavelescu (Rumanía). Matteo Salvini, líder de la Liga, y Giorgia Meloni, de Hermanos de Italia, no acudieron a Madrid a causa de la elección del presidente de la República de Italia que estaba teniendo lugar en Roma. Tampoco asistió ningún dirigente de Alternativa por Alemania.

## Miembros
El grupo parlamentario estaba formado por los diputados del Partido Identidad y Democracia, que a su vez estaba compuesto por los siguientes partidos políticos:
| País            | Partido                           | Eurodiputados |
| --------------- | --------------------------------- | ------------- |
| Austria         | Partido de la Libertad de Austria | 3/19          |
| Bélgica         | Vlaams Belang                     | 3/21          |
| República Checa | Libertad y Democracia Directa     | 2/21          |
| Dinamarca       | Partido Popular Danés             | 1/14          |
| Estonia         | Partido Popular Conservador       | 1/7           |
| Francia         | Agrupación Nacional               | 23/79         |
| Alemania        | Alternativa para Alemania         | 9/96          |
| Alemania        | Independiente                     | 1/96          |
| Italia          | Liga                              | 29/76         |
| Países Bajos    | Partido por la Libertad           | 1/29          |